# Mads Jørgensen
Pour les articles homonymes, voir Jørgensen.
Mads Jørgensen est un footballeur danois né le 10 février 1979 à Ryomgård.

## Biographie

### En sélection
- 1 sélections et 0 but avec le  Danemark.

## Carrière
- 1997-2001 : AGF Aarhus  Danemark
- 2001-2003 : Brøndby IF  Danemark
- 2003-2004 : Ancona Calcio  Italie
- 2004-2004 : Stabæk Fotball  Norvège
- 2004-2007 : Brøndby IF  Danemark
- 2008  : AGF Aarhus  Danemark